# USS Turner (DD-834)
USS Turner (DD-834/DDR-834) là một tàu khu trục lớp Gearing được Hải quân Hoa Kỳ chế tạo vào giai đoạn cuối Chiến tranh Thế giới thứ hai. Nó là chiếc tàu chiến thứ ba của Hải quân Hoa Kỳ được đặt theo tên Đại tá Hải quân Daniel Turner (1794-1850), người tham gia cuộc Chiến tranh 1812. Hoàn tất khi chiến tranh đã sắp kết thúc, con tàu tiếp tục phục vụ trong giai đoạn Chiến tranh Lạnh cho đến năm 1969. Nó bị bán để tháo dỡ một năm sau đó.

## Thiết kế và chế tạo
Turner được đặt lườn tại xưởng tàu của hãng Bath Iron Works Corp. ở Bath, Maine vào ngày 13 tháng 11 năm 1944. Nó được hạ thủy vào ngày 8 tháng 4 năm 1945; được đỡ đầu bởi cô Louise Leahy, cháu đô đốc Turner, và nhập biên chế tại Xưởng hải quân Boston vào ngày 12 tháng 6 năm 1945 dưới quyền chỉ huy của Hạm trưởng, Trung tá Hải quân Ellis B. Rittenhouse.

## Lịch sử hoạt động

### 1945 - 1949
Ngay sau khi nhập biên chế, Turner tiếp tục được cải biến thành một tàu khu trục cột mốc radar tại Xưởng hải quân Boston ở Boston, Massachusetts, đồng thời thủy thủ đoàn của nó cũng tham gia những lớp huấn luyện chuyên biệt cho vai trò này. Nó đi đến vịnh Guantánamo, Cuba vào giữa tháng 7 năm 1945 để chạy thử máy và huấn luyện, tuy nhiên đúng vào lúc này Đế quốc Nhật Bản đã chấp nhận đầu hàng kết thúc cuộc chiến tranh. Vào cuối tháng 8, nó quay trở về Boston để sửa chữa sau chạy thử máy, rồi sang đầu tháng 9 lại tiếp tục huấn luyện tại vùng biển Caribe và bờ biển Đại Tây Dương. Nó khởi hành từ Norfolk, Virginia vào ngày 8 tháng 10 để chuyển sang khu vực Thái Bình Dương, đi ngang qua Pensacola, Florida, kênh đào Panama và San Diego, California để hướng đến khu vực quần đảo Hawaii, đi đến Trân Châu Cảng vào ngày 28 tháng 11. Sau một thời gian chuẩn bị, con tàu lại lên đường vào ngày 10 tháng 12, tiếp tục hành trình đi sang Tokyo, Nhật Bản.

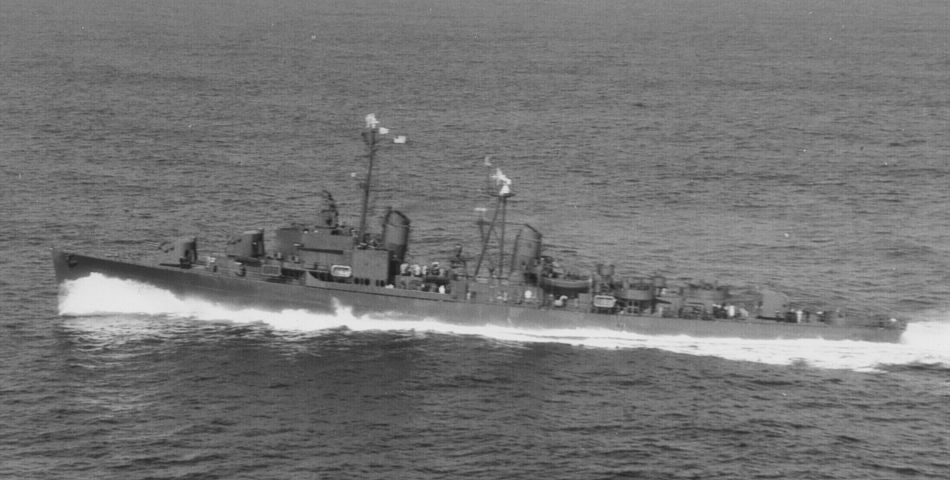
USS Turner vào năm 1945.

Turner đã hoạt động tại các cảng Nhật Bản cùng với Đội đặc nhiệm 55.4, với Lực lượng Đặc nhiệm 54 và các đơn vị khác của Đệ Ngũ hạm đội cho đến ngày 24 tháng 3 năm 1946, khi nó khởi hành từ Yokosuka để quay trở lại Trân Châu Cảng ngang qua Midway. Nó ở lại Oahu cho đến ngày 29 tháng 5, khi nó lên đường đi sang Roi-Namur, rồi trong tháng 6 và tháng 7 đã tham gia Chiến dịch Crossroads, cuộc thử nghiệm bom nguyên tử tại đảo san hô vòng Bikini, nơi nó đảm nhiệm vai trò soái hạm của Hải đội Khu trục 5 và hỗ trợ các hoạt động không quân trong giai đoạn thử nghiệm Baker – thử nghiệm nổ bom ngầm dưới nước. Con tàu quay trở lại Trân Châu Cảng vào ngày 30 tháng 7, rồi lại lên đường vào ngày 7 tháng 8 để quay về vùng bờ Tây, về đến San Diego vào ngày 13 tháng 8.
Turner tiếp tục các hoạt động thường lệ dọc theo vùng bờ Tây, chủ yếu thực hành tìm-diệt tàu ngầm và tập trận hạm đội, cho đến tháng 8 năm 1947. Nó được chất đầy đạn dược tại San Pedro, California và lên đường cùng Đội khu trục 132 vào ngày 26 tháng 8 để đi sang Viễn Đông. Đi ngang qua quần đảo Hawaii và Nhật Bản, nó đi đến Thanh Đảo, Trung Quốc vào ngày 20 tháng 9, rồi viếng thăm nhiều cảng dọc bờ biển Trung Quốc trước khi quay trở về San Diego vào ngày 5 tháng 5 năm 1948. Trong gần một năm tiếp theo, nó hoạt động từ các cảng California, thực hành tập trận hạm đội và huấn luyện cho nhân sự của Hải quân Dự bị Hoa Kỳ.

### 1949 - 1958
Turner được xếp lại lớp như một tàu khu trục cột mốc radar và mang ký hiệu lườn mới DDR-834 vào ngày 18 tháng 3 năm 1949. Nó rời San Diego vào ngày 4 tháng 4, băng qua kênh đào Panama và đi đến Newport, Rhode Island vào ngày 21 tháng 4, nơi nó được bổ sung những thiết bị điện tử tiên tiến nhằm đáp ứng yêu cầu cho vai trò mới. Trong suốt những năm thập niên 1950, nó thực hiện những chuyến đi huấn luyện dự bị, tham gia các cuộc tập trận hạm đội cũng như thường xuyên được phái sang phục vụ cùng Đệ Lục hạm đội tại Địa Trung Hải. Trong chuyến đi thứ tám sang Địa Trung Hải vào năm 1958, nó đã phục vụ như tàu cột mốc canh phòng cho Lực lượng Đặc nhiệm 61, hỗ trợ cho việc đổ bộ lực lượng Thủy quân Lục chiến lên Beirut, Liban nhân vụ Khủng hoảng Liban 1958.

### 1959 - 1969
Vào năm 1959, Turner được cho chuyển cảng nhà đến Mayport, Florida, nhưng tiếp tục đảm trách những vai trò tương tự. Sang năm 1960, nó đi đến Xưởng hải quân Norfolk để được nâng cấp trong khuôn khổ Chương trình Hồi sinh và Hiện đại hóa Hạm đội II (FRAM: Fleet Rehabilitation and Modernization), nhằm kéo dài vòng đời hoạt động thêm 10 đến 20 năm, đồng thời nâng cấp radar và sonar cùng vũ khí chống ngầm để cải thiện năng lực tác chiến chống ngầm. Tại Xưởng hải quân Charleston vào năm 1961, nó được bổ sung một bộ sonar với độ sâu thay đổi. Sau đó trong những năm thập niên 1960, nó tiếp tục được phái sang phục vụ cùng Đệ Lục hạm đội tại Địa Trung Hải, luân phiên với những hoạt động huấn luyện tại vùng biển Đại Tây Dương.
Vào năm 1960, Turner đã tham gia vào Chương trình Mercury khi được huy động cùng Lực lượng Đặc nhiệm 140 để phục vụ thu hồi các tàu không gian. Trong lượt biệt phái sang Địa Trung Hải vào năm 1964, nó đã băng qua kênh đào Suez để hoạt động trong Hồng Hải, Ấn Độ Dương. Đến tháng 11 và tháng 12, 1964, nó ở lại vùng biển Caribe hỗ trợ cho việc thu hồi tàu không gian Gemini 2. Những cuộc xung đột vũ trang đã diễn ra tại khu vực Caribe vào tháng 4, 1965, và chiếc tàu khu trục đã phục vụ cùng Lực lượng Đặc nhiệm 128 từ ngày 8 đến ngày 25 tháng 5, hỗ trợ các hoạt động can thiệp của Hoa Kỳ tại Cộng hòa Dominica. Nó tiếp tục tham gia vào chương trình không gian của Hoa Kỳ vào tháng 2, 1966 khi tuần tra tại địa điểm hạ cánh dự bị tại vùng biển Nam Đại Tây Dương giữa Nam Mỹ và Châu Phi trong chuyến bay thử nghiệm AS-201 của Chương trình Apollo.
Đang khi hoạt động huấn luyện thường lệ tại vùng viển Caribe vào tháng 8, 1967, Turner tiến hành tìm kiếm một xuồng máy cùng 11 hành khách trên tàu bị hỏng động cơ và trôi nổi trong eo biển Windward; sau bốn giờ tìm kiếm nó phát hiện chiếc xuồng máy và cứu giúp những người bị nạn. Trong chuyến đi thứ 14 sang vùng biển Địa Trung Hải vào cuối tháng 1, 1968, nó đã tham gia vào việc tìm kiếm không có kết quả chiếc tàu ngầm Israel INS Dakar bị mất tích tại khu vực Đông Địa Trung Hải; và đang khi hoạt động cùng tàu sân bay Independence (CVA-62) tại khu vực này vào tháng 10, nó đã tìm kiếm và giải cứu hai phi công bị rơi máy bay.
Vào tháng 12, 1968, trong một lượt phục vụ khác tại Địa Trung Hải, Turner đã cùng Dyess (DD-880) hoạt động nhiều ngày trong biển Hắc Hải. Hoạt động này bị phía Liên Xô phản đối vì cho rằng Dyess có khả năng hạt nhân và đe dọa sẽ can thiệp nếu lực lượng tiến vào vùng biển tranh chấp. Trong suốt hành trình cả hai bị tàu khu trục và máy bay Xô Viết bám theo nhưng không có sự can thiệp nào xảy ra, cho đến khi cả hai con tàu quay trở lại Athens, Hy Lạp. Hoàn tất lượt phục vụ thứ 15 tại Địa Trung Hải vào đầu năm 1969, nó lên đường quay trở về Hoa Kỳ.
Turner được xếp lại lớp như một tàu khu trục và quay lại ký hiệu lườn cũ DD-834 vào ngày 1 tháng 1, 1969. Đến tháng 4, nó đi đến Mayport, Florida, nơi nó được cho xuất biên chế vào ngày 26 tháng 9, đồng thời được rút tên khỏi danh sách Đăng bạ Hải quân. Con tàu được bán cho hãng Southern Scrap Material, Ltd. tại New Orleans, Louisiana vào ngày 13 tháng 10, 1970 để tháo dỡ.